# Hemistola parallelaria
Hemistola parallelaria là một loài bướm đêm trong họ Geometridae.